# Graham Chapman
Graham Chapman (Leicester, Leicestershire, 8 de janeiro de 1941 — Maidstone, 4 de outubro de 1989) foi um ator, escritor britânico e médico de formação, membro do grupo Monty Python.

## Infância e educação
Graham Chapman nasceu na Stoneygate Nursing Home em Stoneygate, Leicester. O pai de Graham, Walter, era inspetor-chefe da polícia e a sua mãe chamava-se Edith Towers. Graham tinha um irmão mais velho, John, nascido em 1936. Uma das suas primeiras memórias foi ver os restos mortais de pilotos polacos que tinham sofrido um acidente de avião perto de Leicester. Graham afirmou que essa imagem permaneceu gravada em sua memória.
Graham estudou na Melton Mowbray Grammar School, onde demonstrou uma grande aptidão para ciências, esportes e o teatro. Um jornal local destacou o seu desempenho como Marco Antônio na peça Julius Caesar, de William Shakespeare, organizada pela escola. Tanto Graham como o seu irmão eram fãs ávidos de comédias transmitidas na rádio e gostavam particularmente do The Goon Show.
Em 1959, Graham iniciou os seus estudos no curso de medicina na Emmanuel College da Universidade de Cambridge. Enquanto ainda estudava na universidade, juntou-se ao grupo de teatro Footlights, onde conheceu e começou uma parceria de escrita com John Cleese. Quando terminou os seus estudos em Cambridge, Graham juntou-se à turnê "Cambridge Circus" do Footlights na Nova Zelândia e Estados Unidos e adiou o seu internato por um ano. Depois desta turnê, prosseguiu os seus estudos no St. Bartholomew's Medical College. Quando completou o curso, ficou indeciso se deveria praticar medicina ou seguir uma carreira na comédia. Acabou por escolher a última e nunca praticou medicina profissionalmente.

## Carreira

### Percurso na BBC
Graham Chapman e John Cleese começaram a escrever profissionalmente para a BBC durante os anos 1960, no princípio para David Frost, mas também para Marty Feldman. Graham também contribuiu com esquetes para a série de rádio da BBC, I’m Sorry, I’ll Read That Again e para programas televisivos como The Ilustrated Weekly Hudd (com Roy Hudd como protagonista), Cilla Black, This Is Petula Clarck e This Is Tom Jones. Graham, John e Tim Brooke-Taylor juntaram-se mais tarde a Martin Feldman na sua série televisiva de comédia, At Last the 1948 Show. Graham e John também escreveram para a série Doctor in the House. Juntamente com Michael Palin e Tim Brooke-Taylor, os dois participaram e escreveram a série How to Irritate People, transmitida em 1968.

### Monty Python
Em 1969, Graham e John juntaram-se a Michael Palin, Eric Idle, Terry Jones e Terry Gilliam (os quatro tinham feito o programa infantil Do Not Adjust Your Set) e juntos formaram o Monty Python. O programa do grupo, Monty Python's Flying Circus, foi transmitido pela primeira vez pela BBC a 5 de outubro de 1969.
O programa era escrito por equipes bem definidas: Graham escrevia quase sempre com John Cleese. Graham defendia a retirada das "punchlines" das esquetes e criou o personagem do "Coronel" que interrompia algumas das esquetes para dizer que estavam ficando "demasiado patetas".
As esquetes clássicas da dupla Chapman/Cleese incluem o Raymond Luxury Yacht (o especialista em pele com um nariz enorme) e o Dead Parrot (O Papagaio Morto). Os seus papéis em Flying Circus aproximaram-se mais da sua própria personalidade: Personagens calmos, autoritários e imprevisíveis.
No livro de David Morgan, Monty Python Speaks, de 1999, Cleese afirmou que Chapman, embora fosse o seu colega de escrita oficial em muitas das suas esquetes, contribuía relativamente pouco na escrita direta: "Ele aparecia e dizia alguma coisa maravilhosa e depois voltava a se perder na sua mente". Segundo os integrantes restantes, a sua maior contribuição na escrita era a sua intuição incomparável para o que era engraçado. Apesar de pequenas, as suas contribuições eram muitas vezes o “tempero” que faltava nas esquetes. No clássico Dead Parrot, escrito maioritariamente por Cleese, o cliente frustrado estava inicialmente tentando devolver uma torradeira defeituosa. Graham perguntou como poderiam fazê-lo mais furioso e pensou que a devolução de um papagaio morto a uma loja de animais seria mais interessante do que uma torradeira.
Graham frequentemente chegava atrasado para os ensaios e gravações dos Pythons, o que levou com que os seus colegas o apelidassem de "The Late Graham Chapman" (O Atrasado/Falecido Chapman).
Durante os anos do Monty Python, os problemas de alcoolismo de Graham afetaram bastante o seu desempenho. Os seus piores momentos foram vividos durante as filmagens de Monty Python e o Cálice Sagrado. Muitas das vezes, Graham não se lembrava das suas deixas ou não conseguia executar algumas partes mais físicas do seu papel, como foi o caso da cena da Ponte da Morte. Graham não conseguiu passar a ponte, por estar bêbado. Um dos maiores desafios para Chapman durante as filmagens aconteceu no primeiro dia. Como o grupo estava filmando numa zona remota da Escócia, era quase impossível comprar bebidas alcoólicas. Apesar de ter perguntado a quase toda a equipe se tinham álcool, Graham não bebeu e começou a sofrer efeitos secundários da sua dependência.
Na época do filme A Vida de Brian, Graham já tinha superado seus problemas relacionados com o álcool. Os outros integrantes ficaram surpresos e diziam que ele tinha se tornado um "santo" uma vez que, todos os dias, depois das filmagens, dava consultas e realizava pequenas cirurgias a qualquer membro da equipe e aos figurantes.

### Depois dos Monty Python
No final dos anos 1970, Chapman mudou-se para Los Angeles, onde participou em várias séries televisivas americanas, incluindo The Hollywood Squartes, Still Crazy Like a Fox e a série de esquetes da NBC, The Big Show. Depois de voltar à Inglaterra, envolveu-se com o Dangerous Sports Club, um clube de esportes radicais que introduziu o bungee jumping ao grande público.
Após o Monty Python, Graham escreveu vários programas de televisão e vários projetos que nunca foram concretizados, no entanto apenas escreveu um filme, Yellowbeard. Graham protagonizou este filme, que contou com a presença de outros dois Pythons, Eric Idle e John Cleese (o último afirmou que apenas entrou no filme como favor a Graham e que, além do roteiro ser um dos piores que ele já leu, classifica o filme como um dos seis piores da história do cinema). O filme recebeu críticas terríveis e foi um fracasso de bilheteira.
Após Yellowbeard, Chapman começou uma série duradoura de turnês por universidades americanas durante os anos 1980 onde contava histórias do Monty Python, do Dangerous Sports Club, Keith Moon e outros assuntos. As suas memórias foram publicadas em 1980 no livro A Liar's Autobiography.
O último projeto de Graham foi uma série de TV chamada Jake's Journey. Apesar de o primeiro episódio ter sido feito, houve dificuldades na venda do projeto. Depois da sua morte perdeu-se o interesse no mesmo. Graham também iria aparecer como apresentador no episódio de Red Dwarf, Timeslides, mas morreu antes do início das filmagens.
Nos anos que se seguiram à morte de Graham, apesar da existência do arquivo do seu trabalho, poucos dos seus projetos foram concretizados. Um deles foi uma peça intitulada Oh Happy Day, realizada em 2000 pelo Dad's Garage Theatre Company em Atlanta. Michael Palin e John Cleese ajudaram a companhia a adaptar a peça. Ele também apareceu no vídeo Can I Play with Madness, do Iron Maiden, o seu último trabalho.

## Vida pessoal
Graham Chapman era, em muitos aspectos, o estereótipo da respeitabilidade do ensino privado britânico: Era alto (1,88 m), um ávido fumador de cachimbo que gostava de montanhismo e de jogar rugby. Ao mesmo tempo era homossexual - o que era tratado como grande tabu na época  - orgulhoso e muito excêntrico.
Chapman era alcoólatra desde os tempos em que estudava medicina. A bebida afetava seus desempenhos nos estúdios de TV e também nos filmes. Finalmente parou de beber no Boxing Day em 1977, depois de ter irritado os outros integrantes do Monty Python com uma entrevista sem tabus (e muito regada) com o New Musical Express.
Chapman manteve a sua homossexualidade em segredo até aos anos 1970, altura em que se revelou publicamente durante uma entrevista num talk show. Chapman foi uma das primeiras celebridades a admitir a sua homossexualidade e na altura provocou alguma polêmica. Alguns dias após a famosa entrevista, Graham organizou uma festa na sua casa onde revelou aos seus amigos que era gay e para apresentar oficialmente David Sherlock como seu namorado. A sua relação com Sherlock foi descrita pelo próprio como sendo um verdadeiro casamento. Os dois estiveram juntos durante vinte anos, até à morte de Chapman, e adotaram uma criança, John Tomiczek, em 1971. Depois de assumir a sua orientação sexual, Chapman passou a defender publicamente os direitos dos homossexuais, sendo também o fundador da revista Gay News, que apoiava financeira e editorialmente.
Mais tarde, nas suas turnês pelas universidades, Chapman disse que, quando anunciou publicamente a sua homossexualidade, uma espectadora escreveu para o Monty Python queixando-se que tinha ouvido dizer que um dos membros do grupo - que segundo ela não se tinha dignado a revelar a identidade - era gay. Juntamente com a carta, a espectadora enviou cerca de 20 páginas de orações que, se fossem repetidas todos os dias, poderiam salvar o membro em questão do inferno. Eric Idle, ciente da orientação sexual do amigo, enviou uma carta à espectadora onde dizia: “Descobrimos quem é o gay e vamos matá-lo.” Mais tarde, no seu livro, A Liar's Autobiography, Chapman escreveu, em tom de brincadeira, que como John Cleese não entrou na temporada seguinte de Flying Circus, a mulher deve ter levado a carta a sério.

## Morte
Em 1988, a saúde de Graham começou a piorar. Os seus anos de alcoolismo tinham deixado sua marca e seu fígado estava em muito mau estado. No entanto foi algo diferente que o matou (em novembro de 1988), durante uma consulta de rotina no seu dentista. Este reparou que as suas amígdalas estavam grandes. Mais tarde descobriu-se um tumor maligno nas amígdalas, que foi retirado. No ano seguinte descobriu que o cancro se tinha espalhado para a coluna vertebral. Ele foi operado e retirou o tumor, mas ficou confinado a uma cadeira de rodas. Durante o ano de 1989 submeteu-se a várias operações e a tratamentos de quimioterapia, até que o cancro foi considerado terminal. Foi na sua cadeira de rodas que gravou algum material para a celebração dos vinte anos do Monty Python. Mas, no dia 1º de outubro, foi hospitalizado em Maidstone, depois de um ataque cardíaco grave que se tornou numa hemorragia interna.
Na noite da sua morte, 4 de outubro, estavam presentes John Cleese, Michael Palin, o seu marido David Sherlock, o seu irmão John e a sua cunhada. No entanto John Cleese teve sair do quarto para lidar com a dor e o choque de ver o seu amigo moribundo. Terry Jones e Peter Cook também o tinham visitado nesse dia. A morte de Graham ocorreu na véspera do 20º aniversário da primeira transmissão do Monty Python's Flying Circus, algo a que Terry Jones chamou o "pior caso de festa estragada da história".
Os integrantes restantes do Monty Python decidiram não estarem presentes no seu funeral, para que este não atraísse muita atenção dos meios de comunicação social e para dar alguma privacidade à família. A sua presença foi marcada de uma forma bastante humorística, como sempre. O grupo enviou o pé característico dos seus programas com a mensagem: "Para Graham dos outros Pythons. Para-nos se estivermos a ficar muito patetas". Em vez de marcarem presença no funeral, os integrantes organizaram um memorial, com todos os amigos de Graham, para celebrar a sua vida. O elogio foi feito por John Cleese e ainda hoje é recordado. Os Python restantes também discursaram, sendo que Eric Idle tinha lágrimas nos olhos e disse que Graham tinha preferido morrer do que ouvir mais Michael Palin a falar (é conhecido como uma piada dos Monty Python que Palin fala muito). Durante a cerimônia foram cantadas músicas como Jerusalem, uma das preferidas de Chapman e Always Look On The Bright Side Of Life. Esta foi cantada pelos amigos mais próximos de Graham, guiados por Eric Idle, que mais tarde confessou ter sido uma das coisas mais difíceis que alguma vez teve de fazer.
Dez anos após a sua morte, circularam rumores de que as cinzas de Graham Chapman tinham sido lançadas para o céu com a ajuda do Dangerous Sport Club. Um segundo rumor dizia que tinham sido espalhadas em Snowdown, no norte do País de Gales.

## Filmografia
- Stage fright - (1988)
- Yellowbeard - (1983)
- The crimson permanent assurance - (1983)
- The Meaning of Life - (1983)
- Monty Python Live at the Hollywood Bowl - (1982)
- Life of Brian - (1979)
- The Odd Job - (1978)
- Monty Python and the Holy Grail - (1975)
- Monty Python's Flying Circus - (1974)
- And now for something completely different - (1971)
- The statue - (1971)
- The rise and rise of Michael Rimmer - (1970)
- Doctor in trouble - (1970)
- Um Beatle no Paraíso - 1969 (não creditado)
- How to Irritate People - (1968)